# كاندي كامينغز
كاندي كامينغز (بالإنجليزية: Candy Cummings)‏ هو لاعب كرة قاعدة أمريكي، ولد في 18 أكتوبر 1848 في وير ‏ في الولايات المتحدة، وتوفي في 16 مايو 1924 في توليدو في الولايات المتحدة.

## وصلات خارجية
- كاندي كامينغز على موقعبيزبول رفرنس.كوم (الدوري الرئيسي) (الإنجليزية)
- كاندي كامينغز على موقعبيزبول رفرنس.كوم (الدوري الثانوي) (الإنجليزية)
- كاندي كامينغز على موقع جمعية أبحاث البيسبول الأمريكية (الإنجليزية)
- كاندي كامينغز على موقع مشجعي الرسوم البيانية (الإنجليزية)
- كاندي كامينغز على موقع قاعة مشاهير كرة القاعدة (الإنجليزية)